# Земченко, Игнат Сергеевич
Игнат Земченко (24 апреля 1992, Киев, Украина) — российский хоккеист, нападающий. Сын Сергея Земченко, брат Игоря Земченко.

## Карьера
Начал заниматься хоккеем в Киеве в школе «Сокола». Затем семья переехала в Испанию, где Земченко продолжил занятия на протяжении следующих семи лет. После этого перебрался в Москву, где выступал в системе «Крыльев Советов».
Карьеру начал в 2009 году в составе клуба Молодёжной хоккейной лиги «Алмаз» — фарм-клуба череповецкой «Северстали», которая выбрала его в 1 раунде драфта КХЛ 2009 года под общим 10 номером. В том же году стал одним из лучших бомбардиров «Алмаза», набрав 44 (24+20) очка в 54 проведённых матчах. 5 марта 2010 года в матче с екатеринбургским «Автомобилистом» дебютировал в Континентальной хоккейной лиге.
Большую часть сезона 2010/11  также провёл в МХЛ, в 45 матчах набрав 41 (18+23) очко, а также заслужив право участвовать в Кубке Вызова. 8 декабря 2010 года в игре с мытищинским «Атлантом» Земченко забросил свою первую шайбу в КХЛ, всего в сезоне набрал 4 (2+2) очка в 19 матчах за «Северсталь».

### В сборной
В составе сборной России Игнат Земченко принимал участие в молодёжном чемпионате мира 2012 года, на котором он вместе с командой стал серебряным призёром, в 7 проведённых матчах набрав 5 (2+3) очков.

### Достижения
- Участник Кубка Вызова 2011.
- Серебряный призёр молодёжного чемпионата мира 2012.

## Статистика
| Легенда | Легенда                    | Легенда | Легенда                   | Легенда | Легенда    |
| ------- | -------------------------- | ------- | ------------------------- | ------- | ---------- |
| И       | Количество проведённых игр | Штр     | Штрафное время            | +/−     | Плюс-минус |
| Г       | Голы                       | П       | Голевые передачи          | О       | Очки       |
| -       | Статистика неизвестна      | —       | Статистика не учитывалась |         |            |

### Клубная карьера
- a В «Плей-офф» учитывается статистика игрока в Кубке Надежды.